# Bön
Bon, también escrito bön (en tibetano: བོན་, wylie: bon, dialecto de Lhasa AFI: pʰø̃̀), es una tradición religiosa tibetana con muchas similitudes con el budismo tibetano y también muchas características únicas. El bon, también conocido como yungdrung bon (Wylie: g.yung drung bon, "bon eterno") se desarrolló inicialmente en los siglos X y XI, pero puede conservar elementos de tradiciones religiosas anteriores (que también utilizaban el término bon). El bon sigue siendo una religión minoritaria importante en el Tíbet (especialmente en el Tíbet oriental) y en las regiones del Himalaya.
La relación entre el bon y el budismo tibetano ha sido objeto de debate. Según el erudito moderno Geoffrey Samuel, aunque el bon es "esencialmente una variante del budismo tibetano" con muchas semejanzas con la escuela nyingma, también conserva algunos elementos prebudistas genuinamente antiguos. David Snellgrove también considera que el bon es una forma de budismo, aunque heterodoxa. Del mismo modo, John Powers escribe que "la evidencia histórica indica que el bon sólo se desarrolló como un sistema religioso autoconsciente bajo la influencia del budismo".
Los seguidores del bon, conocidos como bonpos (Wylie: bon po), creen que la religión se originó en una tierra llamada Takzig (Wylie: stag gzig, es decir, "tayiko"), identificada por los estudiosos como Tayikistán, otras partes de Persia, o quizás también la zona alrededor del Monte Kailash. Los bonpos identifican al Buda Shenrab Miwo (Wylie: gshen rab mi bo) como el fundador del bon, aunque no hay fuentes disponibles para establecer la historicidad de esta figura. Los bonpos sostienen que el bon fue llevado primero a Zhangzhung, un reino al oeste de la meseta tibetana, y luego al Tíbet.
Los estudiosos occidentales han postulado varios orígenes para el bon, y han utilizado el término bon de muchas maneras. A veces se distingue entre un bon antiguo prebudista, que se remonta a la época predinástica; una tradición Bon clásica también llamada yungdrung bon (Wylie: g.yung drung bon) que surgió en los siglos X-XI; y el "nuevo bon" o bon sar (Wylie: bon gsar), un movimiento sincrético tardío que se remonta al siglo XIV y que está activo en el este del Tíbet.
Los estudiosos del budismo tibetano tienden a presentar al bon de forma negativa y adversa, con relatos despectivos sobre el bon que aparecen en varias historias budistas. El movimiento Rimé fomentó actitudes más ecuménicas entre los bonpos y los budistas. Los académicos occidentales empezaron a tomar en serio el bon como una tradición religiosa digna de estudio en la década de 1960, en gran parte inspirados por el trabajo del académico inglés David Snellgrove. Tras la invasión china del Tíbet en 1950, empezaron a llegar a Europa y Norteamérica eruditos de bon, lo que fomentó el interés por el bon en Occidente. En la actualidad, los tibetanos practican el bon tanto en el Tíbet como en la diáspora tibetana, y hay centros bonpo en ciudades de todo el mundo.

## Tipos de Bon
Como señala Dmitry Ermakov, "la palabra Bön se utiliza para denotar muchas y diversas tradiciones religiosas y culturales". Las fuentes bon reconocen este hecho y autores bon como Shardza Rinpoche (1859-1935), Pelden Tsultrim (1902-1973) y Lopön Tenzin Namdak utilizan una clasificación de tres tipos de "bon". Los estudiosos modernos también se basan a veces en esta clasificación, que es la siguiente:
- Bon prehistórico (Gdod ma'i bon) de Zhangzhung y Tíbet. Se trata de un antiguo sistema de creencias y prácticas rituales que, en su mayor parte, se ha extinguido en la actualidad. Sin embargo, existen elementos de este sistema en diversas prácticas religiosas del Himalaya, sobre todo en los rituales de llamada a la fortuna (g.yang 'gug), los rituales de recuperación del alma o de llamada (bla 'gugs) y los rituales de rescate (mdos). Ermakov ve algunas similitudes entre esta tradición y el culto euroasiático al ciervo del cielo.[19]
- Bon eterno (Yundung Bon), también llamado Bon antiguo (Bon Nyingma), que se remonta al Buda Tonpa Shenrab y a otros sabios de Zhangzhung. Esta religión se desarrolló entre los siglos VIII y XI y es similar al budismo nyingma. Incluye elementos antiguos que son prebudistas (incluidos los rituales de fortuna, bla y rescate).
- El nuevo bon (Bon Sarma, Bonsar), una tradición sincrética que incluye elementos del bon eterno y del budismo tibetano, incluido el culto a la figura budista Padmasambhava. Este nuevo movimiento data del siglo XIV y estuvo activo principalmente en el este del Tíbet.

Dmitry Ermakov también añade una categoría adicional que denomina "bon mixto" y que define como una mezcla de las tres formas de bon de diferentes maneras. Estas formas mixtas a menudo incluían elementos adicionales de otras religiones, como el hinduismo, el taoísmo, las religiones tribales del Himalaya, las religiones siberianas, etc. El bon mixto también incluiría la religión principalmente "secular" o civil que se encuentra en las tierras fronterizas del Himalaya (como estudió Charles Ramble en su obra The Navel of Demoness), así como el Bѳ Murgel de Buriatia, y la religión de los Nakhi en Yunnan.

## Definición e historiografía

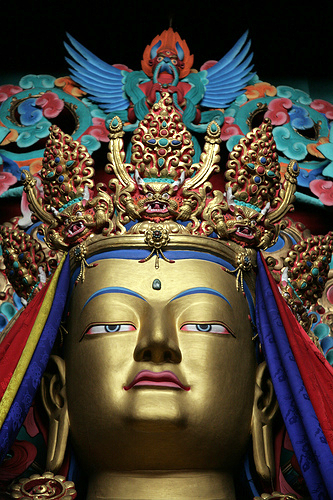
Una estatua de Tonpa Shenrab, el Buda (sanggye) central del Yungdrug Bon

El término bon se ha utilizado para referirse a varios fenómenos diferentes. Basándose en fuentes budistas, los primeros comentaristas occidentales sobre el bon utilizaron el término para las prácticas religiosas prebudistas del Tíbet. Entre ellas se encuentran las prácticas religiosas populares, los cultos en torno a la realeza y las prácticas de adivinación. Sin embargo, los estudiosos han debatido si el término bon debe utilizarse para todas estas prácticas y cuál es su relación con la religión bon moderna. En un influyente artículo, R. A. Stein utilizó el término "la religión sin nombre" para referirse a las prácticas religiosas populares, distinguiéndolas del bon.
Los primeros estudios occidentales sobre el bon se basaban en fuentes budistas y utilizaban la palabra para referirse a la religión "animista" o "chamánica" prebudista sobre la que se creía que triunfaba el budismo. Estas caracterizaciones son ahora cuestionadas por varios estudiosos. Estudioso como David Snellgrove tendían a considerar el bon como una forma heterodoxa de budismo, transmitida por separado de las dos transmisiones de la India al Tíbet que formaban la tradición budista tibetana. Con la traducción de las historias de los bonpos a las lenguas occidentales, así como con el aumento de la colaboración entre los bonpos y los estudiosos occidentales, se produjo un cambio en los estudios sobre el bon. Ahora hay un mayor reconociendo al bon como una tradición religiosa independiente digna de estudio académico.
Per Kvaerne utiliza el término "bon" únicamente para referirse a una tradición que data de los siglos X y XI de nuestra era, y que se ha convertido en la religión bon moderna. Kvaerne identifica esta tradición como "una forma no ortodoxa de budismo". Otros estudiosos, como Samten G. Karmay, se toman en serio las narraciones bonpo que definen el bon como una tradición separada con un origen en la tierra llamada "Olmo Lungring" o "Takzig" (Wylie: stag gzig), identificada diversamente como Tayikistán, otras partes Persia o quizás también la zona alrededor del monte Kailash. El término yungdrung bon (Wylie: g.yung drung bon) se utiliza a veces para describir esta tradición, que es similar al budismo en varios aspectos. "Yungdrung" hace referencia a la esvástica orientada hacia la izquierda, un símbolo que ocupa en el bon un lugar similar al del vajra en el budismo tibetano, simbolizando la indestructibilidad y la eternidad.
También hay un tipo de sacerdotes locales de aldea que son comunes en todo el Himalaya y se llaman "bon", "lhabon" o "aya" (y bombo en Nepal). No forman parte de la religión bon propiamente dicha, sino que son especialistas rituales laicos, a menudo a tiempo parcial. Samuel afirma que no está claro si estos sacerdotes "bon" se remontan a la antigüedad o si el término se desarrolló después de yungdrung bon.

## Historia tradicional del bon tibetano

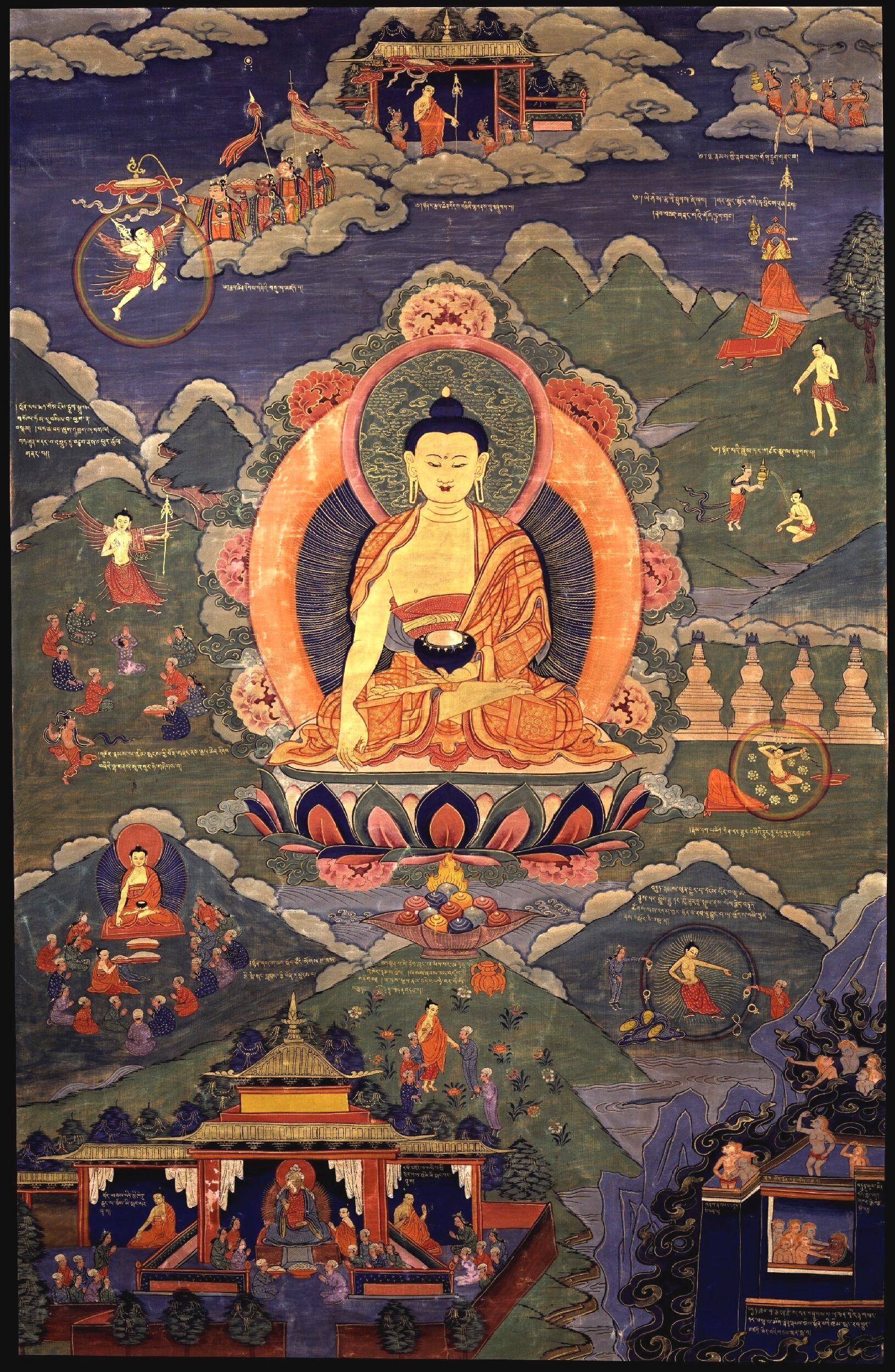
Historia de la vida de Tonpa Shenrab, pintura del, Museo de Arte Rubin

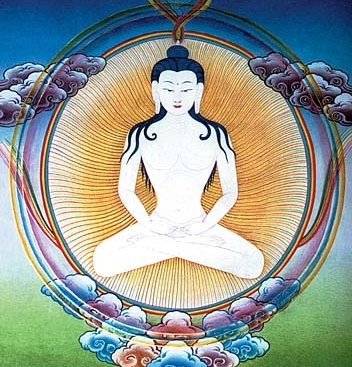
Tapihritsa, un siddha Bon de Zhangzhung.

### El buda Tonpa Shenrab
Desde el punto de vista tradicional de la religión bon, el bon fue la religión original del Tíbet y de Zhangzhung que fue enseñada allí por varios Budas, entre ellos Tonpa Shenrab (cuyo nombre significa "Hombre Santo Supremo").
Según las historias bon, Tonpa Shenrab recibió la enseñanza bon de la deidad trascendente Shenlha Okar en un reino puro, antes de renacer en el mundo humano con el propósito de enseñar y liberar a los seres del ciclo de renacimiento. Alcanzó la budeidad varios cientos de años antes que el Buda Sakyamuni, en un país al oeste del Tíbet, llamado Olmo Lungring y Tazig (o Tasi), que es difícil de identificar y actúa como una tierra sagrada (como Shambala). Se dan varias fechas para su nacimiento, una de las cuales corresponde a 1917 a. C. Algunos textos bon también afirman que Sakyamuni fue una manifestación posterior de Tonpa Shenrab.
Se dice que Tonpa Sherab nació en el seno de la familia real de Tazig y que acabó convirtiéndose en el rey del reino. Se dice que es el principal Buda de nuestra era. Tuvo numerosas esposas e hijos, construyó numerosos templos y realizó muchos rituales para difundir el bon. Al igual que Padmasambhava, también se le atribuye haber derrotado y subyugado a muchos demonios gracias a sus hazañas mágicas. Al igual que el rey Gesar, también se cree que dirigió numerosas campañas contra las fuerzas del mal.
Se dice que Tonpa Shenrab visitó el reino de Zhangzhung (una zona del Tíbet occidental alrededor del monte Kailash), donde encontró un pueblo cuya práctica consistía en el apaciguamiento espiritual con el sacrificio de animales. Les enseñó a sustituir las ofrendas por formas animales simbólicas hechas con harina de cebada. Les enseñó varias enseñanzas Bon, pero no las más elevadas como el Dzogchen (porque no estaban preparados para ello). Sólo más tarde en su vida se convirtió en un asceta célibe y es durante este tiempo que derrotó a su principal enemigo, el príncipe de los demonios.
Tras el paranirvana de Tonpa Shenrab, sus obras fueron conservadas en la lengua de Zhangzhung por los antiguos siddhas (sabios) bon. Se dice que la mayoría de estas enseñanzas se perdieron en el Tíbet después de las persecuciones contra el bon, como en la época del rey Trisong Detsen. Las historias del bon sostienen que algunas de las enseñanzas de Tonpa Shenrab fueron escondidas como termas y posteriormente redescubiertas por reveladores de tesoros (tertones), el más importante de los cuales es Shenchen Luga (c. principios del siglo XI).
Las historias del bon también hablan de la vida de otras figuras religiosas importantes, como el maestro Zhangzhung Dzogchen Tapihritsa.

### Mitos de origen
El mito bon también incluye otros elementos que son más obviamente prebudistas. Según Samuel, los textos bonpo incluyen una narración de la creación (en el Sipe D zop 'ug) en la que una deidad creadora, Trigyel Kugpa, también conocida como Shenlha Okar, crea dos huevos, un huevo oscuro y un huevo claro.
Según las escrituras bon, en el principio, estas dos fuerzas, la luz y la oscuridad, crearon dos personas. El hombre negro, llamado Nyelwa Nakpo ("Sufrimiento negro"), creó las estrellas y todos los demonios, y es responsable de cosas malas como las sequías. El hombre blanco, Öserden ("Radiante"), es bueno y virtuoso. Creó el sol y la luna, y enseñó a los humanos la religión. Estas dos fuerzas permanecen en el mundo en una lucha continua del bien y el mal que también se libra en el corazón de cada persona.
Powers también escribe que, según las escrituras bon, al principio sólo existía el vacío, que no es un vacío en blanco sino una potencialidad pura. Esto produjo cinco elementos (tierra, aire, fuego, agua y espacio) que se unieron en un vasto "huevo cósmico", del que nació un ser primordial, Belchen Kékhö.

## Historia del bon tibetano

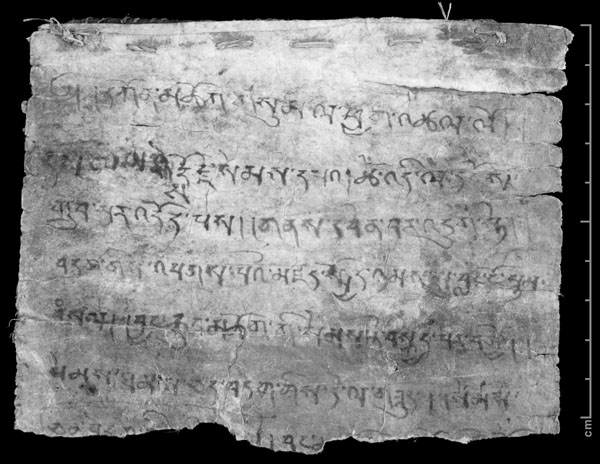
Un manuscrito que contiene una crítica budista de un antiguo ritual funerario bon.

### El bon prebudista y la llegada del budismo
Se sabe poco sobre la religión prebudista del antiguo Tíbet y los estudiosos modernos no se ponen de acuerdo sobre su naturaleza. El bon puede referirse a un tipo de ritual, a un tipo de sacerdote o a una religión local. Al parecer, en el antiguo Tíbet existía una clase de sacerdotes conocidos como kushen (sku gshen, "sacerdotes del cuerpo", es decir, del cuerpo del rey). Esta religión acabó siendo marginada con la llegada del budismo y los budistas escribieron críticas y polémicas sobre esta religión, algunas de las cuales sobreviven en manuscritos encontrados en Dunhuang que se refieren a estas prácticas como "bon".
John Powers señala que las primeras pruebas históricas indican que el término "bon" se refería originalmente a un tipo de sacerdote que realizaba diversas ceremonias, incluidos los sacerdotes de los reyes. Sus rituales incluían propiciar a los espíritus y guiar a los muertos a través de ceremonias para asegurar una buena vida después de la muerte. Sus rituales podían incluir el sacrificio de animales, la realización de ofrendas con comida y bebida y el enterramiento de los muertos con joyas preciosas. Los rituales más elaborados eran los de los reyes tibetanos, a los que se les hacían tumbas especiales.
Según David Snellgrove, la afirmación de que el bon llegó del occidente al Tíbet es posible, ya que el budismo ya se había introducido en otras zonas de los alrededores del Tíbet (en Asia Central) antes de su introducción en el Tíbet. Como escribe Powers, "dado que gran parte de Asia Central fue en su día budista, es muy plausible que una forma de budismo pudiera haberse transmitido al Tíbet occidental antes de la llegada de los misioneros budistas a las provincias centrales. Una vez establecida, pudo haber absorbido elementos de la religión popular local, desarrollándose finalmente en un sistema distintivo que incorporaba rasgos del budismo de Asia Central y de la religión popular tibetana."
Según Powers, el "bon" prebudista estaba estrechamente asociado al culto real de los reyes durante el periodo del primer Imperio tibetano y realizaban "ceremonias para asegurar el bienestar del país, protegerse del mal, proteger al rey y conseguir la ayuda de los espíritus en las empresas militares del Tíbet". Cuando el budismo empezó a ser una parte más importante de la vida religiosa del Tíbet, este antiguo bon y el budismo entraron en conflicto. Algunas fuentes afirman que se celebró un debate entre los sacerdotes bon y los budistas, y que un rey tibetano dio por ganador al budismo, desterrando a los sacerdotes bon a las regiones fronterizas. Sin embargo, Gorvine también menciona que, en algunos casos, los sacerdotes bon y los monjes budistas realizaban rituales juntos, por lo que también hubo cierta colaboración durante el periodo inicial de difusión del budismo en el Tíbet.
Las fuentes de bon achacan el declive del bon a dos persecuciones de dos reyes tibetanos, Drigum Tsenpo y el rey budista Tri Songdetsen (r. 740-797). También afirman que en esta época, los textos terma fueron ocultos por todo el Tíbet. Las fuentes bon generalmente ven la llegada del budismo al Tíbet y el posterior período de dominio religioso budista como una catástrofe. Consideran que esto fue causado por fuerzas demoníacas. Sin embargo, otras fuentes más conciliadoras también afirman que Tonpa Shenrab y Sakyamuni eran primos y que sus enseñanzas son esencialmente las mismas.
La figura histórica más influyente de este periodo es el lama Drenpa Namkha. Las fuentes budistas también mencionan a esta figura y hay pocas dudas de que fuera un personaje histórico real. Es conocido por haberse ordenado en el bon durante una época en la que la religión estaba en declive y por haber ocultado muchos termas (textos tesoro). La tradición bon sostiene que fue el padre de otra figura importante, Tsewang Rigzin, y algunas fuentes también afirman que fue el padre de Padmasambhava. En torno a Drenpa Namkha se desarrolló un gran culto y existe una amplia literatura sobre esta figura.

### El desarrollo del yungdrung bon

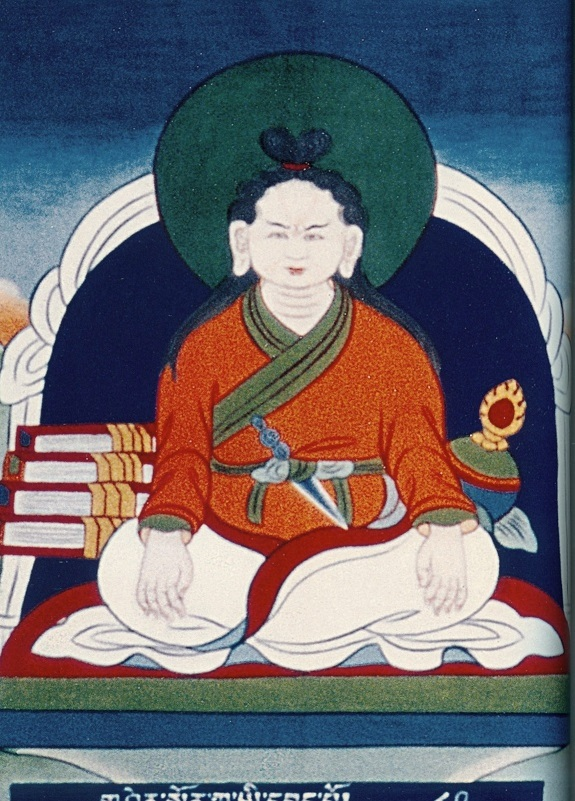
Shenchen Luga (siglo), un terton clave del período renacentista.

El yungdrung bon ("bon eterno") es una tradición viva que se desarrolló en el Tíbet en los siglos X y XI durante la última difusión del budismo (a veces llamado período de renacimiento) y contiene muchas similitudes con el budismo tibetano. Según Samuel, los orígenes del yungdrung bon moderno tienen mucho en común con los de la escuela nyingma. Samuel sitúa ambas tradiciones en grupos de "practicantes de rituales" en el Tíbet que se basaron en el tantra budista y en "elementos de rituales anteriores de la corte y del pueblo" durante los siglos X y XI.
Estas figuras se vieron amenazadas por la llegada de nuevas tradiciones budistas (las esceulas "Sarma") que gozaban de mayor prestigio, nuevos repertorios rituales y el pleno respaldo de la erudición budista india. Tanto los nyingmapas como los bonpos utilizaron el concepto de los termas para desarrollar y ampliar sus tradiciones en competencia con las escuelas sarma y también para defender su escuela como basada en una auténtica tradición antigua. Los tertones ("buscadores de tesoros") bon como Shenchen Luga y Meuton Gongdzad Ritrod Chenpo, revelaron importantes termas. Una figura interesante de esta época es el maestro y traductor de nyingma llamado Vairotsana, que según algunas fuentes también tradujo textos bon al tibetano y también escondió algunos termas de bon.
Si bien bon y nyingma se originaron en círculos similares de practicantes tántricos rituales de la era pre-Sarma, adoptaron enfoques diferentes para legitimar sus tradiciones. Los nyingmapas se remontan al periodo del Imperio tibetano y a figuras budistas indias como Padmasambhava. Los bonpos, por su parte, miraban más atrás, a la herencia prebudista del Tíbet, a otro Buda que se decía que había vivido antes que Sakyamuni, así como a otros maestros del reino de Zhangzhung. Las principales figuras bonpo del periodo de renacimiento tibetano fueron los tertones (reveladores de tesoros), de quienes se dice que descubrieron textos bon que habían sido ocultados durante la época de persecución. Entre estas figuras se encuentran Shenchen Luga (gShen chen Klu dga'), Khutsa Dawo (Khu tsha zla 'od, nacido en 1024), Gyermi Nyi O (Gyer mi nyi 'od) y Zhoton Ngodrup (bZhod ston d Ngos grub, c. siglo XII). La mayoría de estas figuras eran también laicos. Fue también durante esta época de renovación del Bonpo cuando se recopilaron el Bon Kanjur y el Tenjur.
Al igual que todas las formas de budismo tibetano, el yungdrung bon acabó desarrollando una tradición monástica, con monjes célibes que viven en varios monasterios. Los monjes bon se llaman trangsong, término que traduce el sánscrito rishi (vidente o sabio). Una figura clave en el establecimiento del monacato bon fue Nyamme Sherab Gyaltsen (mNyam med Shes rab rgyal mtshan, c. 1356-1415). Según Jean Luc Achard, "su insistencia en el madhyamaka, la lógica, el camino gradual (lamrim) y los estudios filosóficos ha modelado el enfoque ahora tradicional de la práctica en la mayoría de los monasterios bonpo". Su tradición destaca la importancia de combinar el estudio del sutra, el tantra y el dzogchen. El monasterio bon más importante es el de Menri, construido en 1405 en Tsang. Los monjes bon, al igual que sus homólogos budistas, estudian las escrituras, se entrenan en el debate filosófico y realizan rituales. Sin embargo, el bon también tiene una fuerte tradición de yoguis laicos.

### La era del "bon nuevo"

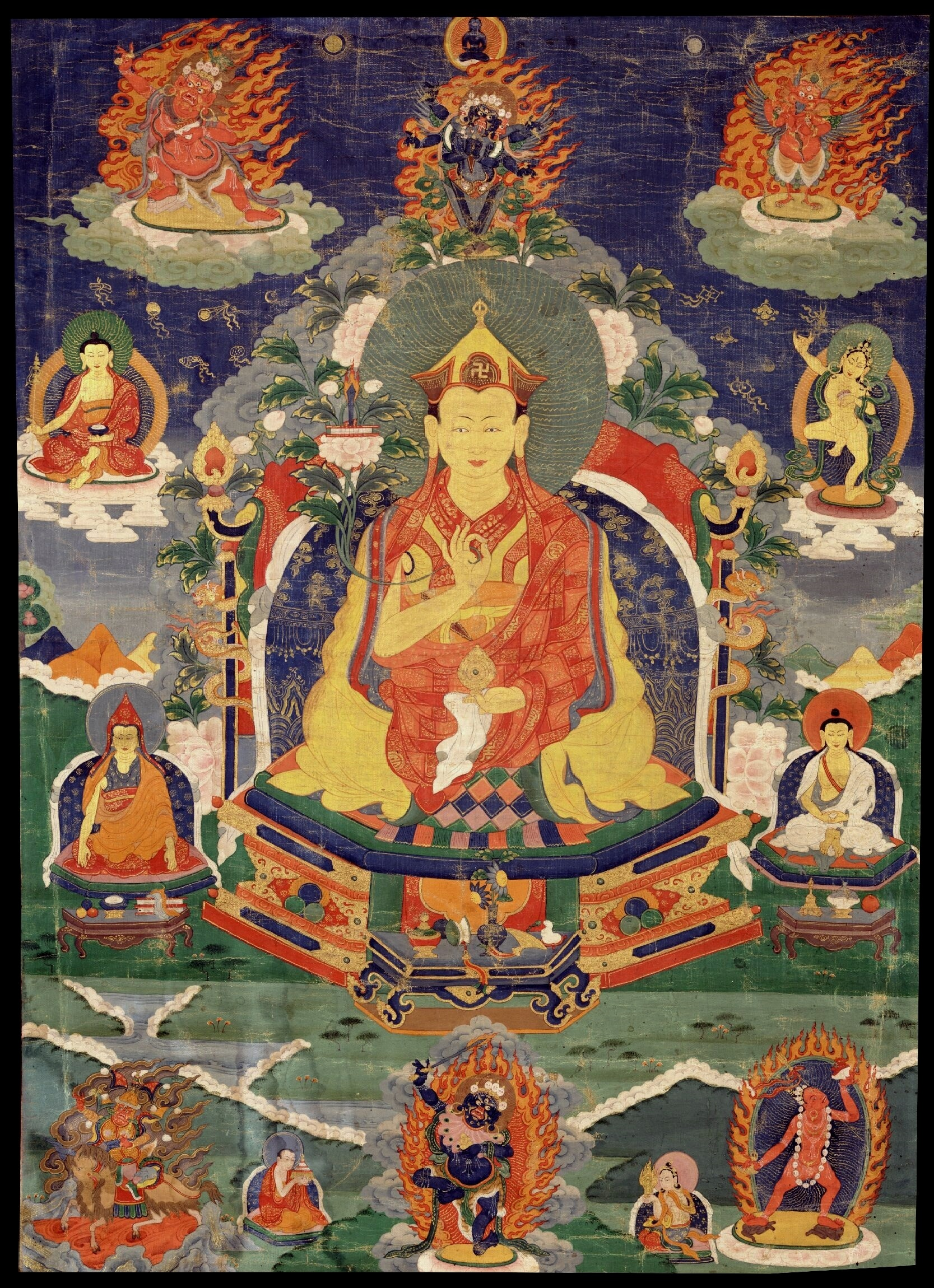
Sanggye Lingpa (1705-1735), Tíbet,, Museo de Arte Rubin

El "bon nuevo" (bonsar o sarma bon) es un desarrollo más reciente de la tradición bon, que está estrechamente relacionado con el bon eterno y con la escuela nyingma. Se centra en las figuras de Drenpa Namkha, Tsewang Rigdzin y Padmasambhava, que en esta escuela se considera que transmitieron y escribieron comentarios sobre las obras de Tonpa Shenrab en torno al siglo VIII.
Según Jean Luc Achard, el movimiento del bon nuevo comienza en el Tíbet oriental con los trabajos de Tulku Loden Nyingpo (1360-1385), un terton que descubrió el Zibji (gzi brjid), una famosa biografía de Tonpa Shenrab. Su reencarnación, Techen Mishik Dorje, también es conocida por sus revelaciones terma.
El movimiento continuó desarrollándose, y hasta bien entrado el siglo XVIII se revelaron nuevos termas de la mano de influyentes tertones como Tulku Sangye Lingpa (nacido en 1705) y el primer Kundrol Drakpa (nacido en 1700). Las figuras del nuevo bon no consideran que sus revelaciones sean realmente "nuevas", en el sentido de que no ven que sus revelaciones sean en última instancia diferentes del yungdrung bon. Sin embargo, algunos seguidores de los linajes más ortodoxos del yundrung bon, como la tradición Manri, consideraron que estos termas estaban influenciados por el budismo. Las figuras posteriores del nuevo bon, como Shardza Rinpoche (1859-1934), respondieron a estas críticas (véase su Tesoro de buenos dichos, legs bshad mdzod). El trabajo de estas figuras condujo al florecimiento del nuevo bon en el Tíbet oriental.
Algunos tertones tibetanos, como Dorje Lingpa, también eran conocidos por haber revelado nuevos termas bon, así como termas nyingma.
Lobsang Yeshe (1663-1737), reconocido como quinto Panchen Lama por el quinto Dalái lama (1617-1682), era miembro de la familia Dru, una importante familia bon. Samten Karmay considera esta elección como un gesto de reconciliación con el bon por parte del V Dalái lama (que anteriormente había convertido por la fuerza algunos monasterios bon en gelug). Bajo el Quinto Dalái lama, el bon también fue reconocido oficialmente como religión tibetana. El bon sufrió mucho durante la invasión zungaria del Tíbet en 1717, cuando muchos nyingmapas y bonpos fueron ejecutados.

### Época moderna
En los siglos XIX y XX, la tradición bon (tanto el bon nuevo como el bon eterno) floreció en el Tíbet oriental, dirigida por carismáticos lamas bonpo como Dechen Lingpa, d Bal gter sTag s lag can (bsTan 'dzin dbang rgyal), Sang-ngak Lingpa, y Shardza Rinpoche.
Shardza Tashi Gyaltsen (1859-1933) fue un maestro Bon particularmente importante de esta época, cuyos escritos recopilados comprenden hasta dieciocho volúmenes (o a veces veinte). Según William M. Gorvine, esta figura es "la luminaria más renombrada e influyente de la religión Bon de los siglos XIX y XX". Se asoció con la tradición ortodoxa del monasterio Manri del Bon Eterno, así como con figuras del Nuevo Bon, como las encarnaciones quinta y sexta de Kun grol, gSang sngags gling pa (nacido en 1864) y bDe chen gling pa (1833-1893), así como con dBal bon sTag lag ca n, bsTan ' d zin dbang rgyal (nacido en 1832). Estas figuras mantuvieron la tradición ortodoxa Manri del Bon Eterno, a la vez que mantenían los linajes de terma del Nuevo Bon.
Shardza Rinpoche también es conocido por sus conexiones con los lamas budistas no sectarios del movimiento Rime y por haber enseñado tanto a budistas como a bonpos.
Shardza Rinpoché tuvo muchos discípulos, entre ellos su sobrino Lodro Gyatso (1915-1954), que dirigió el linaje y la ermita y el colegio de Shardza, tras el fallecimiento de éste. Su discípulo Kagya Khyungtrul Jigmey Namkha formó a muchos practicantes para que fueran eruditos no sólo en la religión Bön, sino en todas las ciencias tibetanas.

### Situación actual

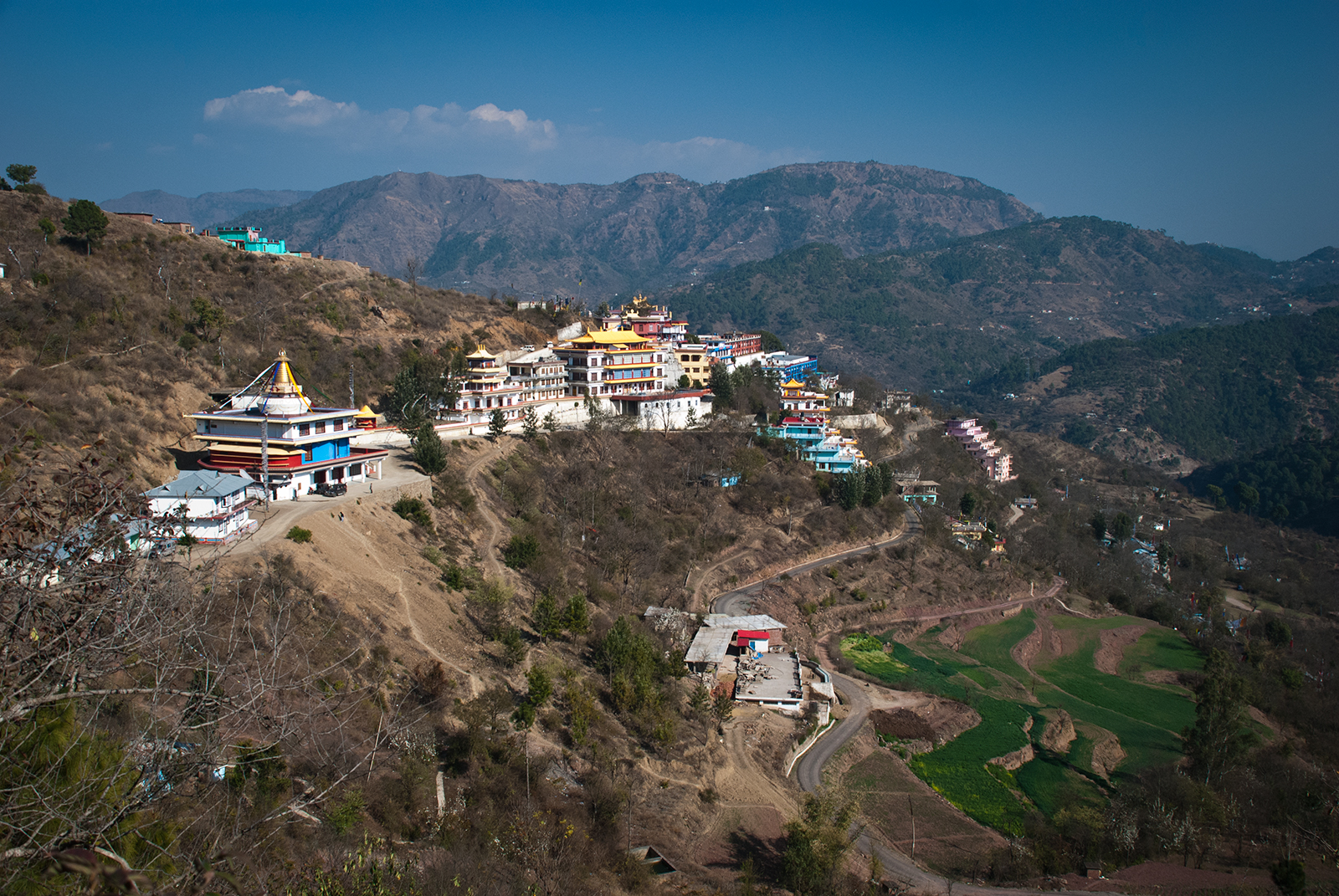
Monasterio Menri, India

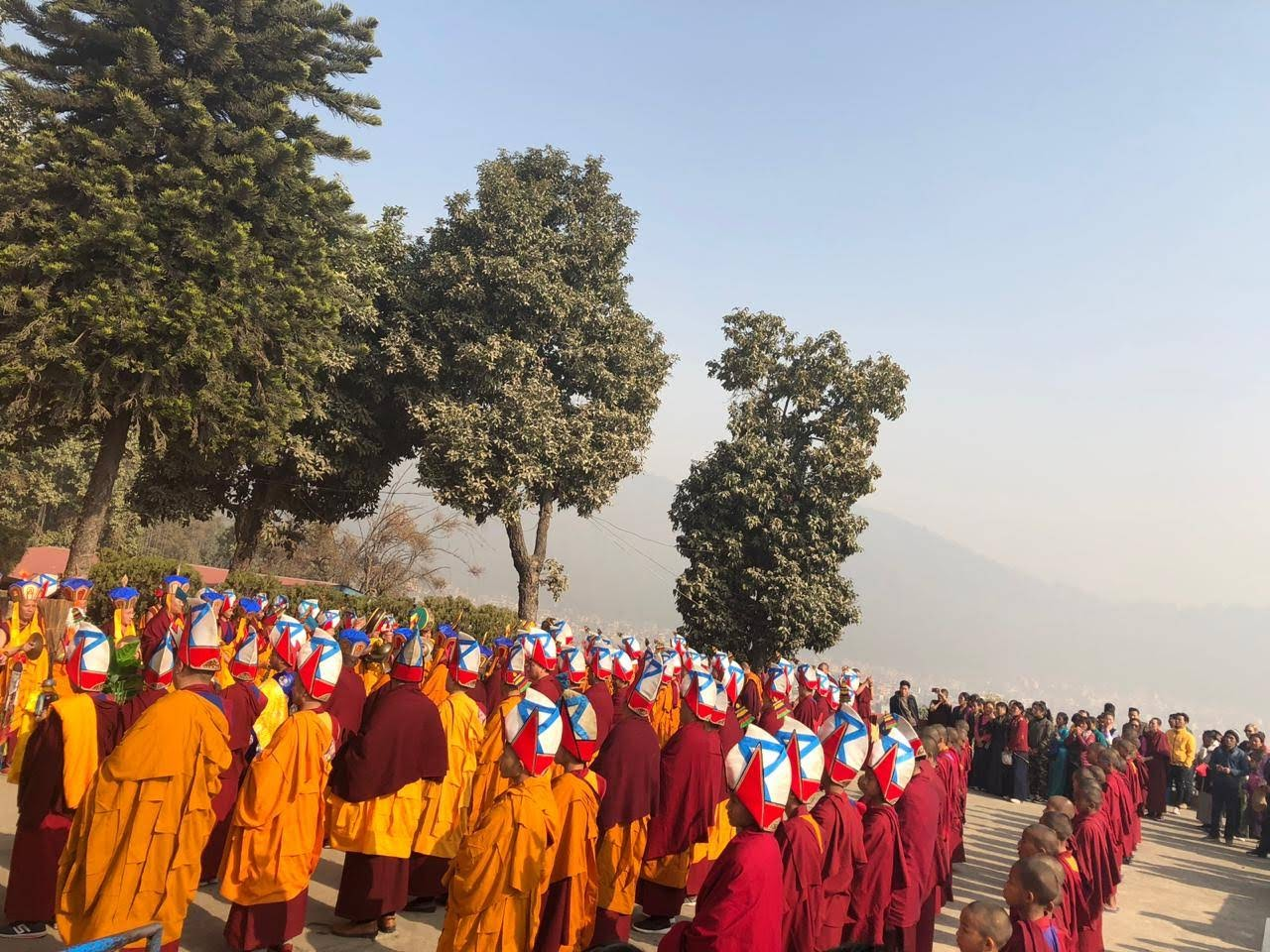
Lamas de bon

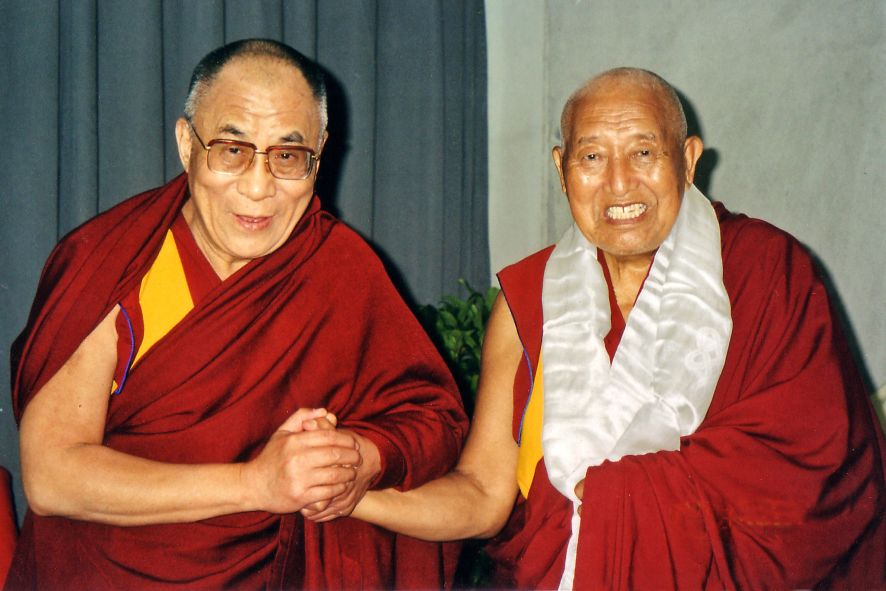
14.º Dalái lama y Tenzin Namdak en 1978

En 2019, los estudiosos estiman que había 400 000 seguidores del bon en la meseta tibetana. Cuando el Tíbet fue invadido por la República Popular China, había aproximadamente 300 monasterios bon en el Tíbet y el resto de China occidental. De ellos, el monasterio de Menri y el de Shurishing Yungdrung Dungdrakling eran las dos principales universidades monásticas para el estudio y la práctica del bon. El bon sufrió el mismo destino que el budismo tibetano durante la revolución cultural china, aunque sus monasterios pudieron reconstruirse después de 1980.
El actual jefe espiritual del Bön es Menri Trizin Rinpoché, sucesor de Lungtok Tenpai Nyima (1929-2017), el trigésimo cuarto Abad del Monasterio de Menri (destruido en la Revolución Cultural, pero ahora reconstruido en India), que ahora preside Pal Shen-ten Menri Ling en Dolanji en Himachal Pradesh, India. El 33.º titular del linaje del monasterio de Menri, Menri Trizin Lungtog Tenpei Nyima y Lopön Tenzin Namdak son importantes titulares actuales del linaje del Bön.
También existen varios establecimientos bon en Nepal; el monasterio Triten Norbutse Bonpo es uno de ellos en las afueras del oeste de Katmandú. El principal monasterio bon en la India es el refundado monasterio de Menri en Dolanji, Himachal Pradesh.

#### Reconocimiento oficial
Los bonpos siguieron siendo un grupo estigmatizado y marginado hasta 1979, cuando enviaron representantes a Dharamshala y al 14.º Dalái lama, quien aconsejó al Parlamento de la Administración Central Tibetana que aceptara a los miembros bon. Antes de este reconocimiento, durante los veinte años anteriores, la comunidad bön no había recibido ninguna de las ayudas económicas que se canalizaban a través de la oficina del Dalái lama y, a menudo, eran desatendidos y tratados con desprecio en la comunidad de refugiados tibetanos.
Desde 1979, el bon tiene el reconocimiento oficial de su estatus como grupo religioso, con los mismos derechos que las escuelas budistas. Esto fue reafirmado en 1987 por el Dalái lama, que también prohibió la discriminación de los bonpos, declarando que era antidemocrática y contraproducente. Incluso se vistió con parafernalia ritual bon, subrayando "la igualdad religiosa de la fe bon". El Dalái lama considera ahora que el bon es la quinta religión tibetana y ha dado a los bonpos representación en el Consejo de Asuntos Religiosos de Dharamsala.

## Enseñanza

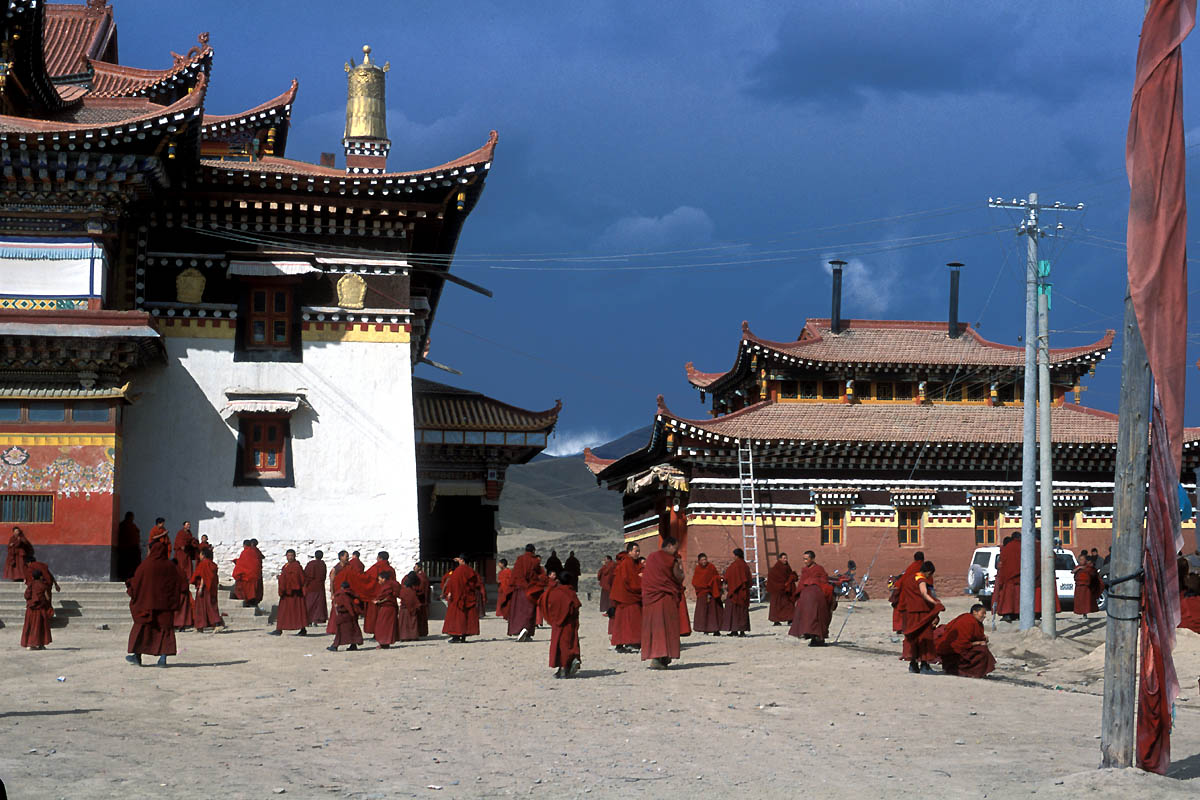
El monasterio de Nangzhik Gompa en la ciudad de Ngawa, en Sichuan.

Según Samuel, las enseñanzas bon se asemejan mucho a las del budismo tibetano, especialmente a las de la escuela nyingma (ambas escuelas comparten un enfoque en las enseñanzas Dzogchen y la deidad Vajrakilaya / Phurba). El monacato bon también ha desarrollado una tradición de filosófia y debate que se inspira en el debate de la escuela Gelug. Al igual que el budismo, las enseñanzas bon ven el mundo como un lugar de sufrimiento y buscan la liberación espiritual. Enseñan el karma y el renacimiento, así como los seis reinos de la existencia que se encuentran en el budismo.
Los lamas y monjes bon desempeñan funciones similares a las de los lamas budistas tibetanos, y las deidades y rituales del bon suelen parecerse a los budistas, aunque sus nombres e iconografía difieran en otros aspectos. Por ejemplo, la deidad Phurba es casi la misma deidad que Vajrakilaya, mientras que Chamma se parece mucho a Tara.
Per Kværne escribe que, a primera vista, el bon "parece ser casi indistinguible del budismo con respecto a sus doctrinas, vida monástica, rituales y prácticas de meditación". Sin embargo, ambas religiones coinciden en que son distintas, y una distinción central es que la fuente de autoridad religiosa del bon no es la tradición budista india, sino lo que considera la religión eterna que recibió de Zhangzhung (en el Tíbet occidental) y que, en última instancia, deriva de la tierra llamada Tazik, donde Tonpa Shenrab vivió, gobernó como rey y enseñó el bon. El bon también incluye muchos rituales y preocupaciones que no son tan comunes en el budismo tibetano. Muchos de ellos son mundanos y pragmáticos, como los rituales de adivinación, los rituales funerarios que pretenden guiar la conciencia de un difunto a reinos superiores y apaciguar a las deidades locales mediante rituales de rescate.
En la cosmovisión bon, el término "bon" significa "verdad", "realidad" y "la verdadera doctrina". La religión bon, revelada por seres iluminados, proporciona formas de tratar con el mundo mundano, así como un camino hacia la liberación espiritual.
La doctrina bon se clasifica generalmente de varias maneras, incluyendo las "nueve vías" y los cuatro portales y el quinto, el tesoro.

### Visión del mundo
Según el bon, toda la realidad está impregnada por un principio trascendente, que tiene un aspecto masculino llamado Kuntuzangpo (todo bueno) y un aspecto femenino llamado Kuntuzangmo. Este principio es una potencialidad dinámica vacía. También se identifica con lo que se llama el "cuerpo bon" (bon sku), que es la verdadera naturaleza de todos los fenómenos y es similar a la idea budista del Dharmakaya, así como con la "naturaleza bon" (bon nyid), que es similar a la "naturaleza búdica". Este principio último es la fuente de toda la realidad y, para alcanzar la liberación espiritual, hay que tener una visión de esta naturaleza última.
Según John Myrdhin Reynolds, se dice que el dzogchen bonpo revela el propio estado primordial (ye gzhi) o estado natural (gnas-lugs) que se describe en términos de pureza primordial intrínseca (ka-dag) y perfección espontánea en la manifestación (lhun-grub).
En el dzogchen bonpo, se dice que el mundo es una emanación de una conciencia pura, vacía y que surge espontáneamente. Todos los fenómenos de la experiencia son proyecciones ilusorias de esta conciencia. Esta naturaleza última es la base primordial de toda la realidad (del samsara y del nirvana), que también se llama "naturaleza bon". Esta verdad primordial es un potencial originalmente puro y omnipresente que sólo puede ser percibido al trascender las aflicciones mentales. Sólo debido a nuestra incapacidad para reconocer esta verdadera naturaleza, los seres sintientes caen en ciclos de sufrimiento y reencarnación.

### Clasificación de las enseñanzas
Según John Myrdhin Reynolds, las principales enseñanzas bon se clasifican en tres esquemas principales:
1. Los Nueve Vehículos Sucesivos a la Iluminación (theg-pa rim dgu);
2. Los Cuatro Portales del Bön y el quinto que es el Tesoro (sgo bzhi mdzod lnga);
3. Los tres ciclos de preceptos externos, internos y secretos (bka' phyi nang gsang skor gsum).

#### Los nueve vehículos

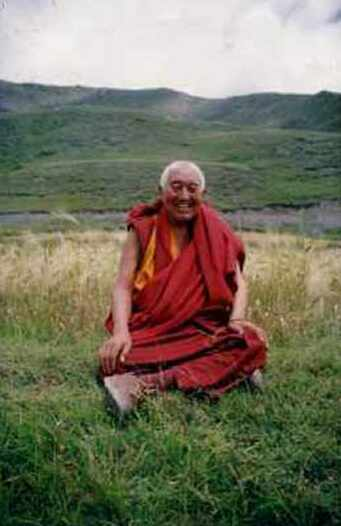
Lopön Tenzin Namdak, abad de un monasterio bon en Nepal y conocido maestro de Dzogchen

Este esquema incluye todas las enseñanzas del bon y las divide en nueve clases principales, que son las siguientes:
- La vía de la predicción (phyva gshen theg pa) codifica los rituales, la adivinación, la medicina y la astrología;
- La vía del mundo visual (snang shen theg pa) enseña los rituales para los dioses y espíritus locales para la buena fortuna
- La vía de la magia ('phrul gshen theg pa) explica los ritos mágicos para la destrucción de entidades adversas, el exorcismo.
- La vía de la Vida (srid gshen theg pa) detalla los rituales funerarios y de muerte, así como las formas de proteger la fuerza vital de los vivos
- La vía del seguidor laico (dge bsnyen theg pa) moral laica, contiene los diez principios para una actividad sana, así como los rituales de la vida mundana
- La vía del ascético (drang srong theg pa) se centra en la práctica ascética, la meditación y la vida monástica;
- La vía del sonido primordial (a dkar theg pa) o Vía del A Blanco, se refiere a las prácticas tántricas y a los mantras secretos (gsang sngags);
- La vía del shen primordial, (ye gshen theg pa) se refiere a ciertos métodos yóguicos especiales. Corresponde al Anuyoga de la escuela Nyingma.
- La vía suprema (bla med theg pa), o La vía de dzogchen (Gran Perfección). Al igual que los nyingmapas, los bonpos consideran que el dzogchen es la vía meditativa superior.

Tradicionalmente, las Nueve Vías se enseñan en tres versiones: en los tesoros del Centro, del Norte y del Sur. Las nueve vías se clasifican en dos divisiones principales en la tradición del terma "Tesoro del Sur:
- El "Bon de la Causa" (rgyu), comprende los cuatro primeros de los anteriores;
- El "Bon del Efecto" ('bras bu) incluye del quinto al noveno, siendo la vía superior la Vía del Dzogchen (como en la escuela Nyingma).

#### Los Cuatro Portales y el Quinto, el Tesoro
Esta clasificación, llamada Los Cuatro Portales y el Quinto, el Tesoro (sgo bzhi mdzod lnga), es un sistema de clasificación diferente e independiente. Los principales conjuntos de enseñanzas se dividen de la siguiente manera:
- El Bon de "las aguas blancas" que contiene los mantras feroces (chab dkar drag-po sngags kyi bon) trata de asuntos tántricos o esotéricos, principalmente de prácticas y deidades feroces o iracundas.
- El Bon de "las Aguas Negras" para la continuidad de la existencia (chab nag srid-pa rgyud kyi bon) se refiere a la adivinación, la magia, los ritos funerarios, los rituales de purificación y los rituales de rescate.
- El Bon de la Extensión del Prajnaparamita del país de Phanyul ('phan-yul rgyas-pa 'bum gyi bon) incluye enseñanzas sobre ética laica y monástica, así como exposiciones de la filosofía del Prajnaparamita.
- El Bon de las Escrituras y las Instrucciones Orales Secretas de los Maestros (dpon-gsas man-ngag lung gi bon) trata principalmente de las enseñanzas Dzogchen.
- El Bono del Tesoro, que es de la más alta pureza y lo incluye todo (gtsang mtho-thog spyi-rgyug mdzod kyi bon), es una antología de los elementos más destacados de los Cuatro Portales.

#### Los tres ciclos
Los tres ciclos de preceptos externos, internos y secretos (bka' phyi nang gsang skor gsum) son:
- El ciclo exterior (phyi skor) trata de las enseñanzas de los sutra sobre el camino de la renuncia (es decir, el camino sutra).
- El ciclo interior (nang skor) contiene las enseñanzas tántricas (rgyud-lugs) y se conoce como el camino de la transformación (sgyur lam), es decir, tantra.
- El ciclo secreto (gsang skor) contiene las instrucciones íntimas del dzogchen (man-ngag) y se conoce como el camino de la autoliberación (grol lam).

### Tradiciones de dzogchen

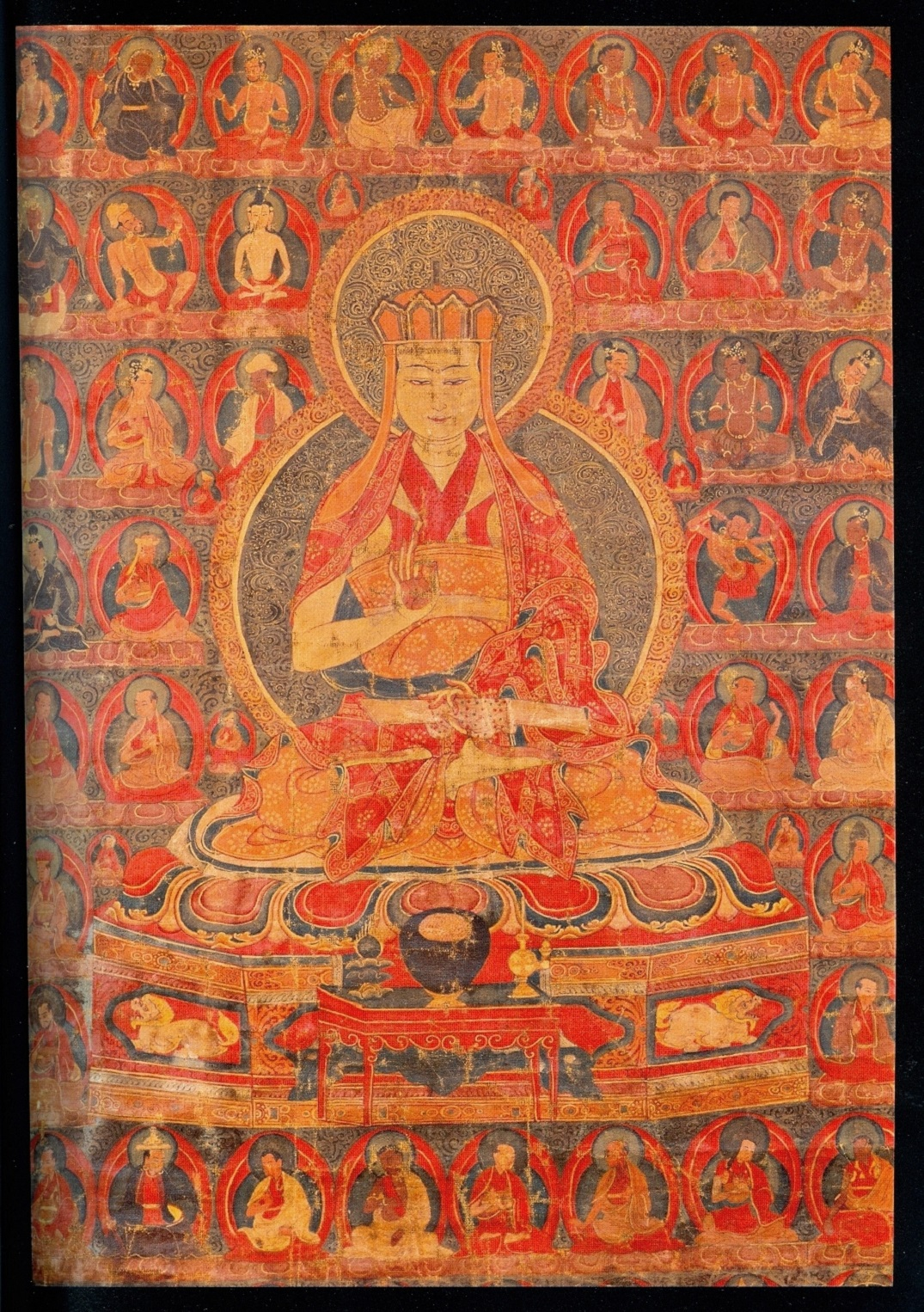
Un thangka que representa a los lamas del linaje de la rradición aural de Zhangzhung.

Existen tres tradiciones principales del Dzogchen bonpo:

#### El linaje aural de Zhang-zhung
El linaje aural de Zhang-zhung (Zhang-zhung nyen-gyu) se remonta en última instancia al Buda primordial Kuntu Zangpo, que la enseñó a nueve Sugatas, siendo el último Sangwa Düpa. Estas enseñanzas fueron transmitidas por veinticuatro maestros dzogchen en Tazik y Zhangzhung, de los que se dice que alcanzaron el cuerpo del arco iris. El linaje llegó finalmente al siddha del siglo VII Tapihritsa, el último de los 24 maestros. Más tarde se le apareció al siddha del siglo VIII Gyerpung Nangzher Lödpo, que estaba en retiro cerca del lago Darok, y le dio una introducción directa al Dzogchen. Gyerpung Nangzher Lödpo transmitió las enseñanzas a numerosos discípulos que también las escribieron. Este linaje continuó hasta llegar a Pön-gyal Tsänpo, que tradujo estas obras al tibetano desde la lengua de Zhangzhung.

#### La enseñanza que lleva a la A
La tradición A-khrid ("La enseñanza que conduce al estado primordial [simbolizado por la letra A]") fue fundada por Meuton Gongdzad Ritrod Chenpo ("El gran tesoro de meditación ermitaña de la familia de rMe'u", c. siglo XI). Estas enseñanzas se dividen en tres secciones que tratan de la visión (lta-ba), la meditación (sgom-pa) y la conducta (spyod-pa) y se estructuran en un conjunto de ochenta sesiones de meditación que se prolongan durante varias semanas. Figuras posteriores como Aza Lodo Gyaltsan y Druchen Gyalwa Yungdrung condensaron las prácticas en un número menor de sesiones. El gran maestro bonpo Shardza Rimpoché escribió extensos comentarios sobre el sistema A-khrid y su práctica de retiro oscuro asociada.

#### Dzogchen Yangtse Longchen y otros
El tercer sistema principal, Dzogchen Yangtse Longchen, y se basa en un terma llamado rDzogs-chen yang-rtse'i klong-chen ("la Gran Extensión del Pico más Alto que es la Gran Perfección"), que fue descubierto por Zhodton Ngodrub Dragpa en 1080 (dentro de una estatua de Vairocana). El terma se atribuye al maestro bonpo del siglo VIII Lishu Tagrin.
Donnatella Rossi también menciona otros dos importantes ciclos de enseñanzas del Bon Dzogchen:
- Ye khri mtha' sel, también conocido como el Ciclo de la India (rgya gar gyi skor), que se atribuye al maestro de Zhangzhung del siglo VIII Dranpa Namkha y se dice que fue transmitido en el siglo XI a Lung Bon lHa gnyan por una aparición milagrosa del hijo de Dranpa Namkha.
- Byang chub sems gab pa dgu skor, que está clasificado como un importante texto del Tesoro del Sur y fue descubierto por Shenchen Luga (996-1035), una figura importante de la posterior difusión del bon.

## Panteón

### Seres iluminados

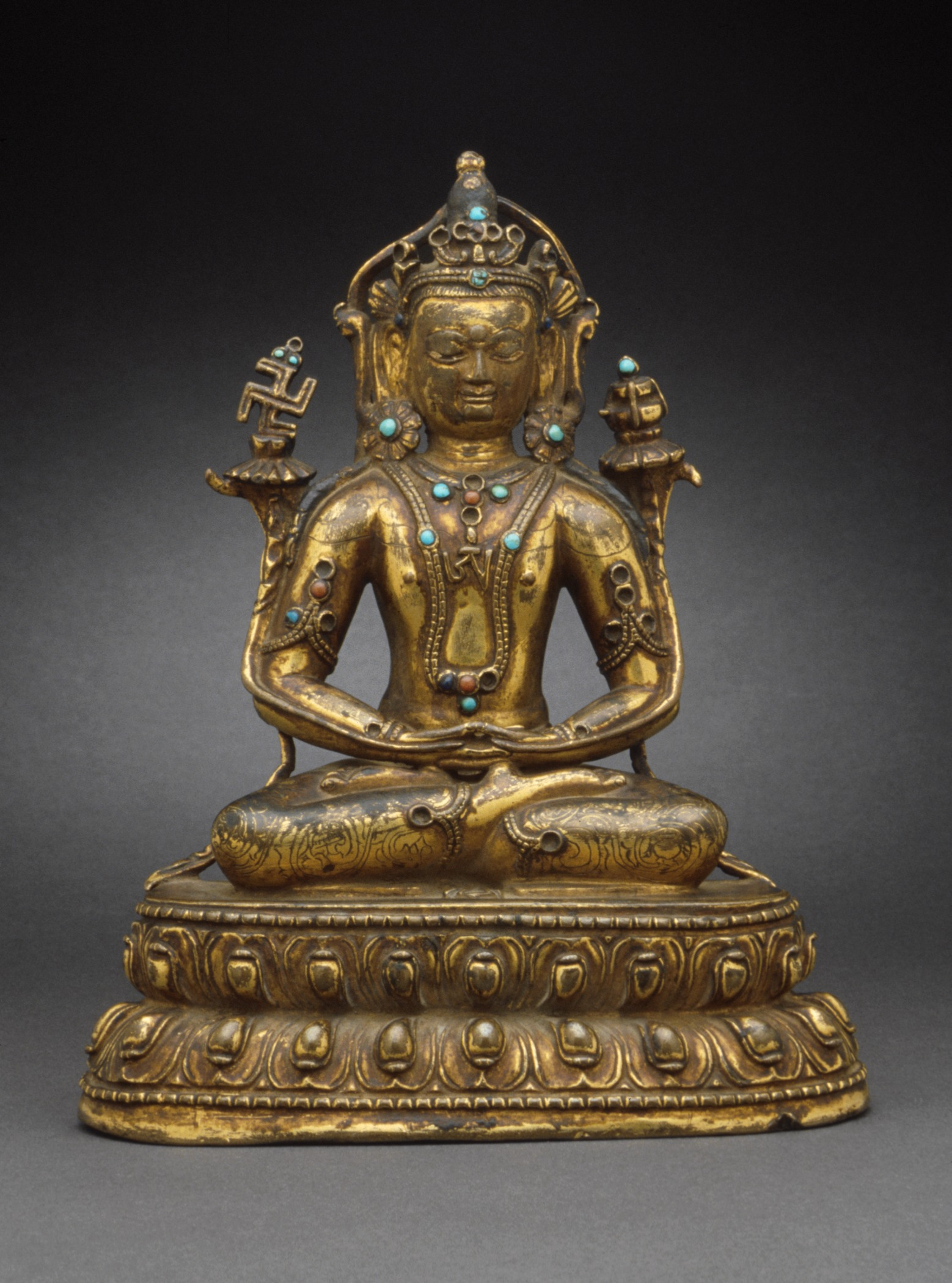
Kunzang Akor, Tíbet central,.

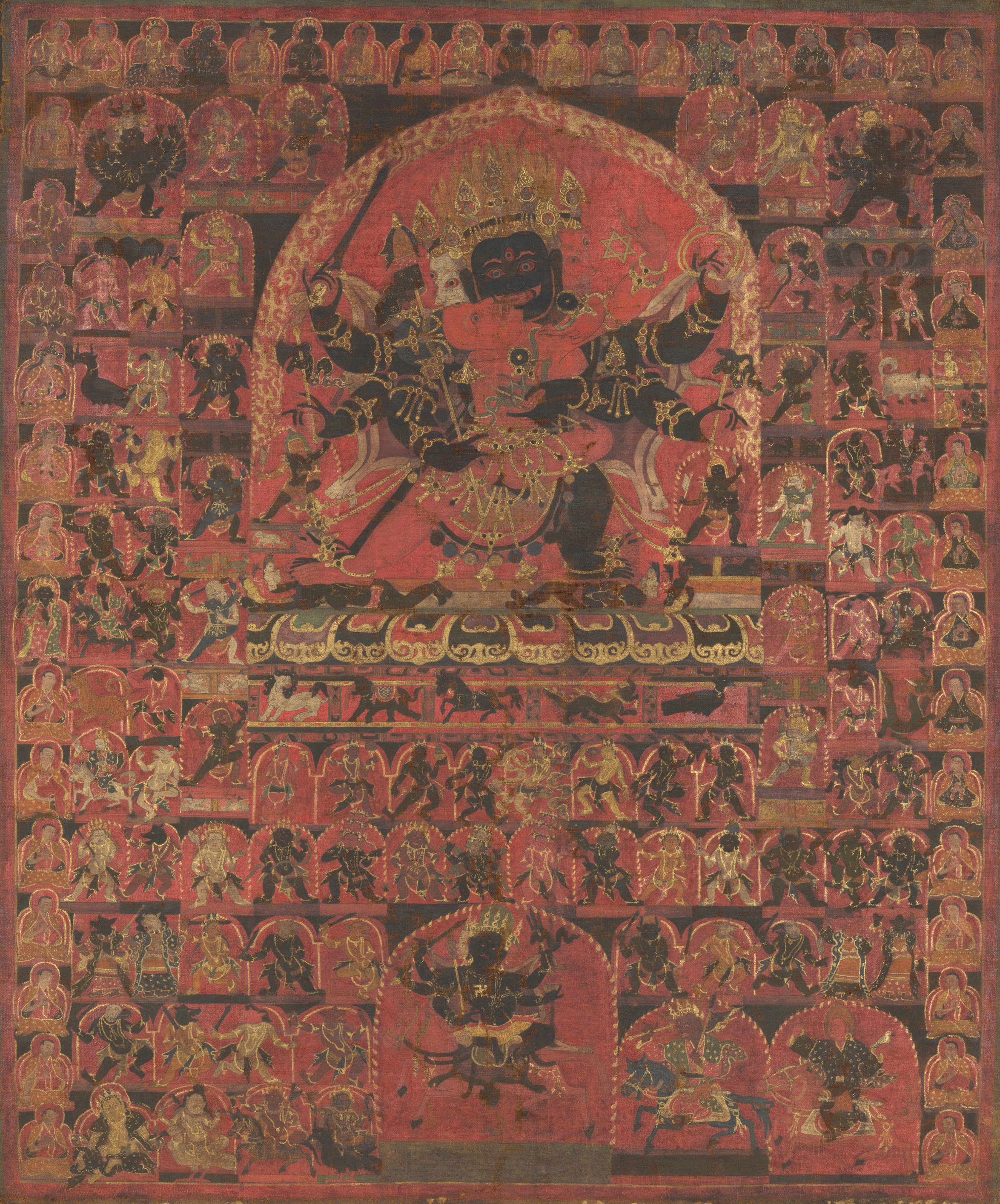
Trowo Tsochog Khagying

Las deidades bon comparten algunas similitudes con las deidades budistas mahayana y algunas se llaman también "Budas" (sanggye), pero también tienen nombres, iconografía y mantras únicos. Al igual que en el budismo tibetano, las deidades del Bön pueden ser "pacíficas" o "iracundas".
La más importante de las deidades pacíficas son los "Cuatro Señores Trascendentes, Deshek Tsozhi (bDer gshegs gtso bzhi)". Cada uno de estos cuatro seres tiene muchas formas y manifestaciones diferentes.
Estos son:
- "La Madre" Satrig Ersang, un Buda femenino cuyo nombre significa sabiduría y que es similar a Prajnaparamita (y también es de color amarillo). Sus "cinco sílabas heroicas" son: SRUM, GAM, RAM, YAM, OM.[85] Una de sus manifestaciones más importantes es Sherab Chamma (dama amorosa de la sabiduría), un ser femenino parecido a un bodhisattva.
- "El Sacerdote" Shenlha Ökar ("sacerdote de la sabiduría de la luz blanca") o Shiwa Ökar ("luz blanca pacífica"), una deidad de la luz de la sabiduría y la compasión, cuyo color principal es el blanco. Se le asocia con el Dharmakaya. Kvaerne parece tener algunas similitudes con Amitabha.[86] Otra deidad importante de Dharmakaya es Kuntuzangpo (Samantabhadra, el Bien), el Buda primordial, que cumple una función similar a la figura del mismo nombre en la escuela Nyingma Tanto Kuntuzangpo como Shenlha Ökar son vistos como personificaciones del "Cuerpo de Bon", o Realidad Última.[87] En el bon, Kuntunzangpo se presenta a menudo en una forma ligeramente diferente llamada Kunzang Akor ("el Todopoderoso, Ciclo de la A"), representado sentado en meditación con una letra A en el pecho.[87]
- "El Procreador" (sipa), Sangpo Bumtri. Es el ser que hace nacer a los seres de este mundo y desempeña un papel importante en los mitos cosmogónicos del Bön. Se le asocia con el sambhogakaya.[88]
- "El Maestro" Tonpa Shenrab Miwoche (que significa: Sacerdote Supremo, Gran Hombre). Está asociado con el nirmanakaya y es el actual maestro del Bön en esta era.[89]

Los yidams (deidades de meditación o tutelares) de bon son aquellas deidades que se utilizan a menudo en la práctica tántrica meditativa y son las formas principalmente feroces o iracundas. Esta clase de deidades se asemeja a los yidams budistas como Chakrasamvara y Hevajra. Incluye figuras como Magyu Sangchog Tartug ("Secreto supremo de las madres tántricas, que alcanza el límite"), Trowo Tsochog Khagying ("El iracundo, Señor supremo que se eleva en el cielo"), Welse Ngampa ("Deidad feroz que perfora") y Meri ("Montaña de fuego"). Los Bonpos también tienen una tradición tántrica de una deidad llamada Purpa, que es muy similar a la deidad Nyingma Vajrakilaya.
Al igual que los budistas, el panteón bon también incluye varias deidades protectoras, siddhas (perfeccionados), lamas (maestros) y dakinis. Algunas figuras clave son Drenpa Namkha (un importante lama bön del siglo VIII cuyo nombre también se menciona en las fuentes budistas), el sabio Takla Mebar (discípulo de Tonpa Shenrab), Sangwa Dupa (un sabio de Tazik), Zangsa Ringtsun (Dama Auspiciosa de la Larga Vida).

### Dioses y espíritus mundanos
El cosmos Bön contiene otras numerosas deidades, entre ellas Shangpo y Chucham (una diosa del agua) que produjeron nueve dioses y diosas. También están los 360 Kékhö, que viven en el monte Tisé (Kailash) y las 360 deidades Werma. Se asocian a los 360 días del año.
Otro conjunto de deidades son el Viejo Blanco, un dios del cielo, y su consorte. Se les conoce con diferentes nombres, como el Gyalpo Pehar, llamado "Rey Pehar" (Wylie: pe har rgyal po). Pehar aparece como deidad protectora de Zhangzhung, el centro de la religión bon. Según se dice, Pehar está relacionado con los cielos celestiales y el cielo en general. En los primeros tiempos del budismo, Pehar se transmutó en un pájaro chamán para adaptarse a los motivos de aves del chamanismo. La consorte de Pehar es una deidad femenina conocida por uno de sus nombres como Düza Minkar (Wylie: bdud gza smin dkar).
Los bonpos cultivan dioses domésticos además de otras deidades y la disposición de sus casas puede incluir varios asientos para las deidades protectoras.
La influencia china también se aprecia en algunas de las deidades veneradas en el bon. Por ejemplo, Confucio es venerado como rey sagrado y maestro de magia, adivinación y astrología. También se le considera una reencarnación de Tonpa Shenrab Miwoche, el legendario fundador del bon.

## Canon bon
Los textos bon pueden dividirse en traducciones de enseñanzas (las palabras de Buda Shenrab, que se encuentran en el Kanjur bon) y traducciones de tratados (textos filosóficos y de comentarios, que se encuentran en el Tenjur bon). El Kanjur comprende cuatro categorías principales: los Sutras (mdo), las Enseñanzas de Perfección de la Sabiduría ('bum), los Tantras (rgyud) y el Conocimiento Superior (mdzod, 'Casa del Tesoro'), que trata de las formas supremas de meditación. El material de Tenjur se clasifica en tres categorías principales, según Kvaerne: "'Externo', que incluye los comentarios a los textos canónicos que tratan de la disciplina monástica, la moral; la metafísica y las biografías de Tonpa Shenrap; 'Interno', que comprende los comentarios a los Tantras, incluyendo los rituales centrados en las deidades tántricas y el culto a las dakinis, diosas cuya tarea es proteger la Doctrina, y los rituales mundanos de magia y adivinación; y, por último, 'Secreto', una sección que trata de las prácticas de meditación".
Además, el canon bon incluye material sobre rituales, artes y oficios, lógica, medicina, poesía y narrativa. Según Powers, la literatura bon incluye numerosos tratados rituales y litúrgicos, que comparten cierta similitud con el ritual budista tibetano. Según Per Kvaerne, "aunque actualmente no se puede determinar una fecha precisa para la formación del Bonpo Kanjur, hay que señalar que no parece contener textos que hayan salido a la luz después de 1386. Una conjetura razonable sería que el Bonpo Kanjur se reunió hacia 1450".
El actual canon del bon consta de unos trescientos volúmenes. Se tallaron en bloques de madera a mediados del siglo XIX y se conservaron en Trochu, al este del Tíbet. Se imprimieron copias del canon hasta la década de 1950, pero los bloques fueron destruidos durante la Revolución Cultural. Muchos de estos textos bon fueron llevados a la India o escondidos en el Tíbet.
Según Samuel, los textos bon son similares a los budistas, lo que sugiere "una cantidad considerable de préstamos entre las dos tradiciones en los siglos X y XI. Aunque generalmente se ha asumido que este préstamo procede del budismo al bonpo, y este parece haber sido el caso de la práctica de la phurba, parte de él bien puede haber sido en la dirección opuesta". Powers también señala que "muchas escrituras Bön son casi idénticas a los textos del canon budista, pero a menudo tienen títulos diferentes y términos técnicos Bön" y "sólo unos pocos textos Bön que parecen ser anteriores al budismo". Si bien los estudiosos occidentales asumieron inicialmente que esta similitud con los textos budistas era un mero plagio, el trabajo de Snellgrove y otros ha revaluado esta opinión y ahora la mayoría de los estudiosos del bon sostienen que en muchos casos los textos budistas toman prestados y reproducen los textos bon. Per Kværne escribe que "esto no significa que el bon no haya estado en algún momento poderosamente influenciado por el budismo; pero una vez que las dos religiones, el bon y el budismo, se establecieron como tradiciones rivales en el Tíbet, su relación fue una complicada influencia mutua.

### Termas
La mayor parte del canon bon se compone de numerosas termas (textos del tesoro), que se cree que fueron escondidas durante el periodo de persecución y que empezaron a ser descubiertas durante el siglo X. Los bonpos sostienen que sus termas fueron ocultados por maestros como Drenpa Namkha durante el periodo de decadencia y persecución bajo el rey Trisong Deutsen, y luego fueron redescubiertos por posteriores bon tertons (descubridores de tesoros).
Los tres termas principales del Yungdrung Bon son:
- el "Tesoro del Norte" (Wylie: byang gter), compilado a partir de textos revelados en Zhangzhung y el norte del Tíbet
- el "Tesoro Central" (Wylie: dbus gter), procedente del Tíbet central
- el "Tesoro del Sur" (Wylie: lho gter), revelado en Bután y el Tíbet meridional.

Una caverna de tesoros (tibetano: མཛོད་ཕུག, Wylie: mdzod phug) es un terma bon descubierto por Shenchen Luga (tibetano: གཤེན་ཆེན་ཀླུ་དགའ, Wylie: gshen chen klu dga') a principios del siglo XI que es una fuente importante para el estudio de la lengua Zhang-Zhung.
Las principales enseñanzas de gran perfección del Bön se encuentran en los textos terma llamados Los Tres Ciclos de Revelación. El principal texto Bon Dzogchen es La Tortuga de Oro, que fue revelado por Ngödrup Drakpa (c. siglo XI). Según Samten Karmay, estas enseñanzas son similares a las de la clase Semde en Nyingma. Según Jean Luc Achard, el principal ciclo Dzogchen estudiado y practicado en el Bön contemporáneo es La transmisión oral de la Gran Perfección en Zhangzhung (rDzogs pa chen po zhang zhung snyan rgyud), un ciclo que incluye enseñanzas sobre las prácticas Dzogchen del trekcho y el thogal (aunque utiliza diferentes términos para referirse a estas prácticas) y que se atribuye al sabio Tapihritsa de Zhangzhung.